# Lage Hulthén
Nils Lage Hulthén, född 16 augusti 1910 i Göteborg, död där 8 augusti 2007, var en svensk språkforskare.
Lage Hulthén blev filosofie doktor vid Göteborgs högskola 1944, docent i nordiska språk där 1945, och var amanuens vid Göteborgs stadsbibliotek. Han utgav bland annat en mångsidig jämförande granskning av syntaktiska förhållanden i de nutida nordiska språken, Studier i jämförande nu-nordisk syntax 1–2 (1944–1948).